# Stobwasser (Manufaktur)

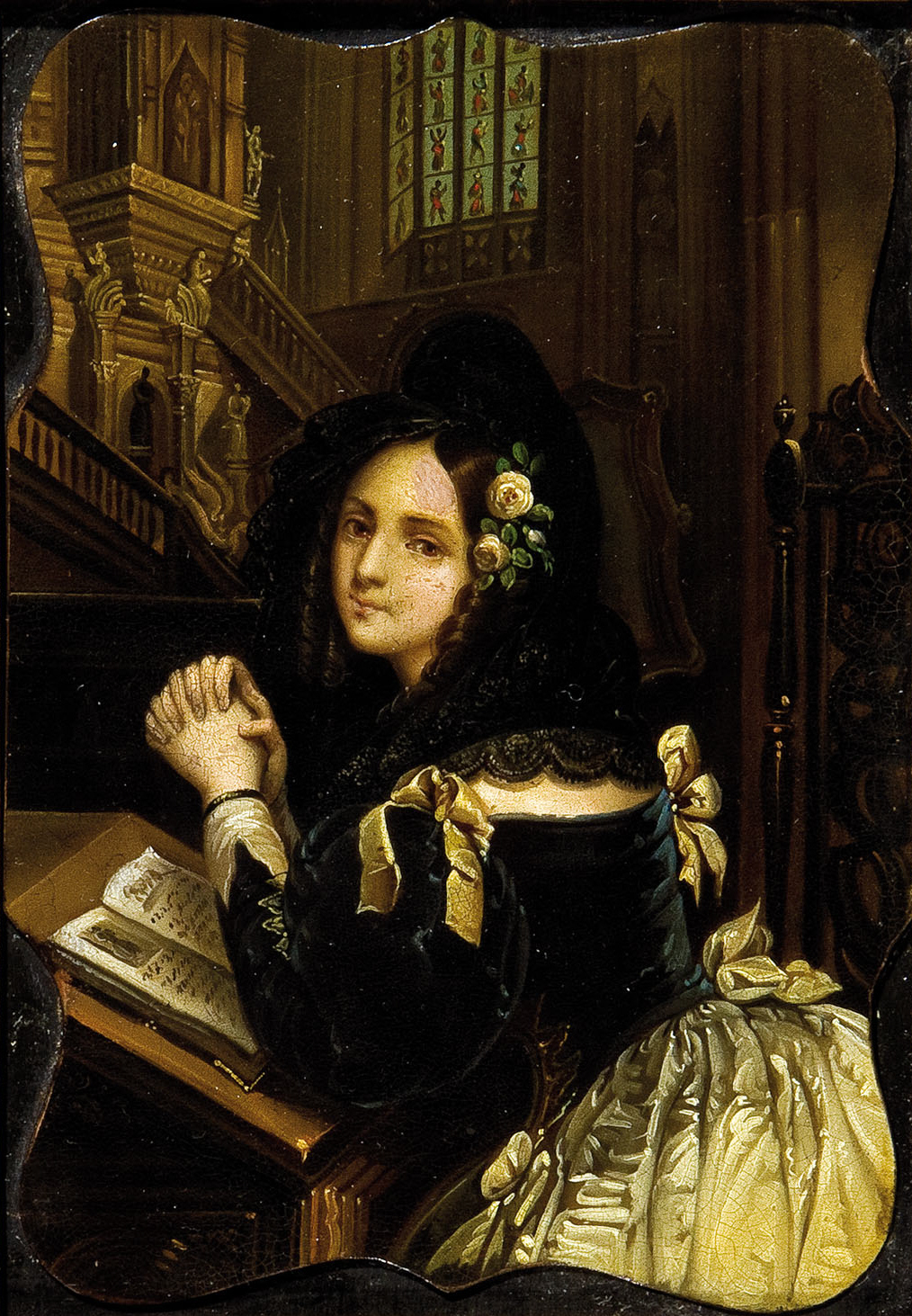
Lackarbeit der Manufaktur Stobwasser, um 1830

Stobwasser ist der Name einer Familie, die 1763 in Braunschweig eine Manufaktur für Lackwaren begründete, die dort bis 1863 bestand.

## „Stobwasser“ als Gattungsbegriff

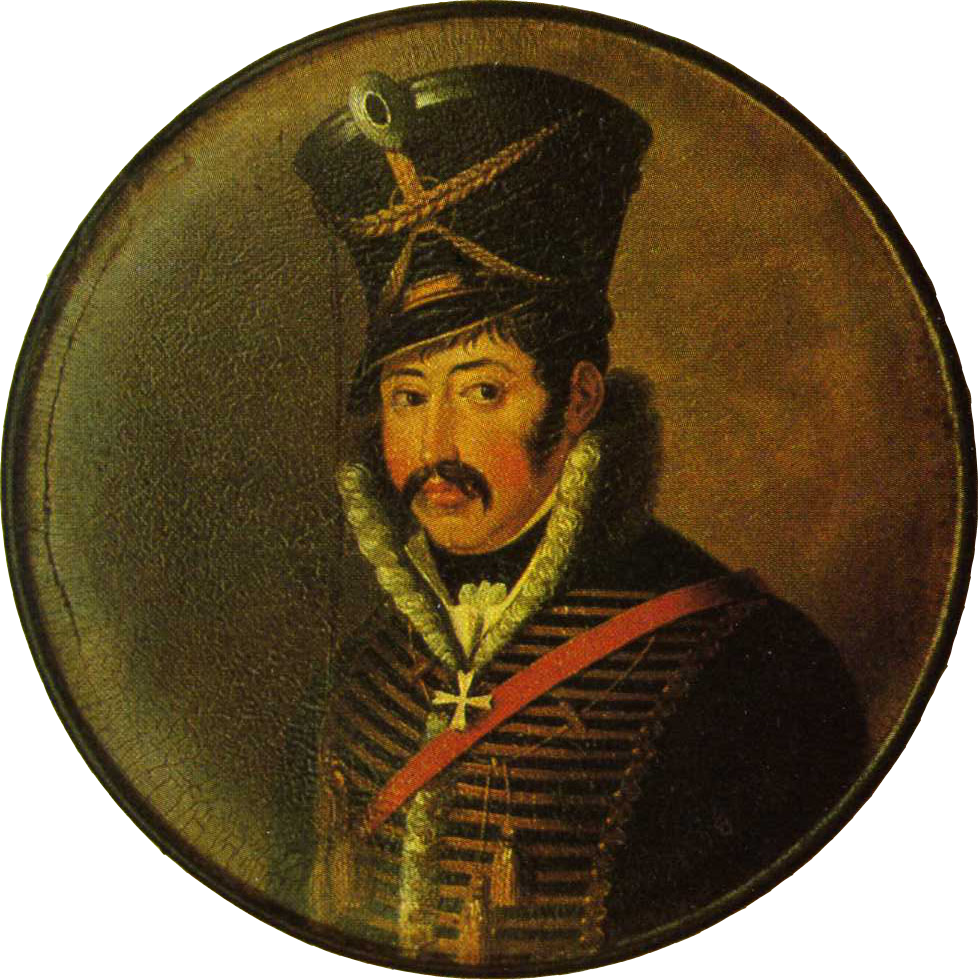
Schnupftabakdose mit dem Porträt des Ferdinand von Schill, Manufaktur Stobwasser, 1. Hälfte des 19. Jahrhunderts.

„Stobwasser“ wird heute als Oberbegriff für insbesondere in Braunschweig hergestellte Gegenstände verwendet, die nach der besonderen Stobwasserschen Technik und mit hohem kunsthandwerklichem Anspruch hergestellt wurden. Dabei kann die lackierte Grundlage dieser Gegenstände sowohl Pappmaché als auch Holz oder Metall sein. Die Gegenstände aus Pappmaché, einem mit Leimwasser angerührten Papierbrei, wurden durch Pressen in Modeln ausgeformt. Nach dem Trocknen wurden sie bis zu fünfmal mit schwarzem Firnis überzogen, der nach dem Trocknen jeder Lage mit Bimssteinpulver poliert wurde. Zu dekorierende Stellen wurden hell grundiert, mit Ölfarben bemalt und noch einmal dünn mit klarem Lack überdeckt.

## Unternehmensgeschichte

### Gründung in Braunschweig
Um die Exportwirtschaft in Stadt und Fürstentum Braunschweig zu beleben, aber auch um Handwerker und Unternehmer anzulocken, gewährte Herzog Karl I. diesen besondere Vergünstigungen. So kam es während seiner Regentschaft zu zahlreichen Unternehmensgründungen, von denen einige, wie die Porzellanmanufaktur Fürstenberg, noch heute existieren. So kam auch der aus Lobenstein in Thüringen stammende Georg Heinrich Stobwasser (1717–1776) nach Braunschweig und gründete dort im Jahre 1763 zusammen mit seinem Vater Georg Siegmund Eustachius Stobwasser eine Manufaktur als „Lackierwarenfabrik“. Aufgrund der hohen Qualität der Waren und der dadurch bedingten großen Nachfrage durch den Braunschweiger Hof, die höfische Gesellschaft, Militärs und die Kaufmannschaft, entwickelte sich die neue „Fabrik“ schnell zu einem für die damalige Zeit großen Unternehmen, das fast hundert Mitarbeiter beschäftigte und seine Produkte bald auch überregional und international absetzte.

#### Von Dingen des täglichen Gebrauchs zu Luxusgütern
Mit der aus China abgeleiteten mehrschichtigen Lackmaltechnik wurden Haushaltsgegenstände, wie z. B. Geschirr, Etuis, Dosen, Schachteln, Tabletts, aber auch Kannen und Leuchter hergestellt. Das Haupterzeugnis des Kunsthandwerksbetriebes waren jedoch flache Schnupftabakdosen sowie Tabakpfeifen, bei denen sogar der Meerschaum (Sepiolith) durch Pappmaché ersetzt wurde. Darüber hinaus wurden auch qualitativ hochwertige Möbel für Höfe in ganz Europa gefertigt.
Künstlerischer Leiter des Unternehmens wurde Georg Heinrichs Sohn Johann Heinrich Stobwasser (1740–1829), dieser hatte in jahrelangen Versuchen einen eigenen Lack entwickelt, der zu seiner Zeit als einzigartig galt. Die Manufaktur band bald eine große Anzahl hoch qualifizierter Maler an sich, wie z. B. den Miniaturenmaler Friedrich Georg Weitsch (1758–1828), die die Stobwasser'schen Miniaturmotive (u. a. idealisierte, romantische Landschaften, historische und mythologische Szenen nach italienischem, französischem oder niederländischen Vorbild) auf die Gegenstände auftrugen. Auch Malereien von Johann Christian August Schwartz und Pascha Weitsch werden genannt. Besonders beliebt waren die Stobwasser'schen Schnupftabakdosen – nicht zuletzt wohl auch wegen ihrer z. T. erotischen Darstellungen, die unter einem doppelten Boden verborgen lagen.

### Schutz vor Nachahmern
Mit der Qualität stieg die Nachfrage und mit ihr vergrößerte sich das Absatzgebiet; allmählich ging die Manufaktur dazu über, Luxusgüter herzustellen. Das wiederum führte dazu, dass andere Unternehmer versuchten Stobwasser-Artikel zu kopieren oder nachzuahmen. Um sich vor dieser Form der Produktpiraterie zu schützen, durfte die Stobwassersche Manufaktur ab 1775 aufgrund eines herzoglichen Privilegs Karls I. ein eigenes Warenzeichen in Form eines springenden Pferdes in Verbindung mit einem „St.“ (für Stobwasser) verwenden. Dennoch blieben viele Erzeugnisse unsigniert oder waren (meist innen) in rot mit „Stobwassersche Fabrik“ oder diversen Zusätzen versehen, sodass dies heute die Zuordnung z. T. erschwert.

### Zweigniederlassung in Berlin
Das Unternehmen florierte und sein Ruf drang bald nach Berlin, an den Hof König Friedrichs des Großen. Dieser versuchte daraufhin, Stobwasser nach Berlin abzuwerben, doch es wurde 1772/73 lediglich eine Zweigniederlassung gegründet, in der man sich auf die Herstellung lackierter Lampen spezialisierte. Sie wurde zunächst von Louise Guérin, einer Schwester Christian Heinrich Stobwassers, und deren französischem Ehemann Jean Guérin geführt, bevor ihr Bruder ebenfalls nach Berlin übersiedelte, um das Unternehmen zu leiten. Das Stammhaus in Braunschweig ging 1832 an die beiden Mitarbeiter A. W. Meyer und C. Wried über und wurde fortan als „Stobwassersche Fabrik Meyer & Wried – Braunschweig“ weitergeführt.

### Höhepunkt und Niedergang
Anfang des 19. Jahrhunderts schließlich machte die Berliner Filiale mehr Umsatz als das Stammhaus; die Verkaufsräume wurden von der Wilhelmstraße in die Straße „Unter den Linden“ verlegt. Der Umsatz stieg weiter, denn mittlerweile gehörte der internationale Hochadel zur Stammkundschaft.
Auf der Londoner Industrieausstellung 1851 war die Firma mit Lampen und Kronleuchtern vertreten.
Am 3. August 1863 wurde das „100jährige Jubiläum der Stobwasser’schen Fabrik in Berlin“ begangen. Eröffnet wurde die Feier mit einer geistlichen Ansprache von Prediger Adolf Stobwasser, dem Bruder des seinerzeitigen Fabrikbesitzers. Handelsminsiter Graf von Itzenplitz überreichte Herrn
Stobwasser im Namen des Königs die goldene Medaille für Verdienst und Gewerbe. Herzog Wilhelm von Braunschweig sandte als Ehrung den braunschweigischen Löwenorden. Am Nachmittag fand „ein Diner von mehr als 500 Gedecken statt, dem die bedeutendsten Größen der Kunst, Industrie und Wissenschaft sowie mehre Vertreter der Behörden beiwohnten“. Königin Augusta schickte aus Koblenz einen telegraphischen Glückwunsch.
Doch schließlich erschwerte die immer weiter und schneller fortschreitende Industrialisierung den Absatz der kunsthandwerklichen Erzeugnisse der Stobwasserschen Manufakturen in Braunschweig und Berlin. Dies führte dazu, dass das Braunschweiger Stammhaus im Jahre 1863 aufgelöst wurde. Aber auch in Berlin musste die Produktion allmählich umgestellt werden, sodass zunehmend auf die Produktion von Beleuchtungskörpern umgestellt wurde, nachdem Stobwasser sich um Verbesserungen der neuen Petroleumlampen verdient gemacht hatte. Um 1900 schließlich war Stobwasser einer der wichtigsten Lampenhersteller Deutschlands.

## Stobwasserhaus in Braunschweig

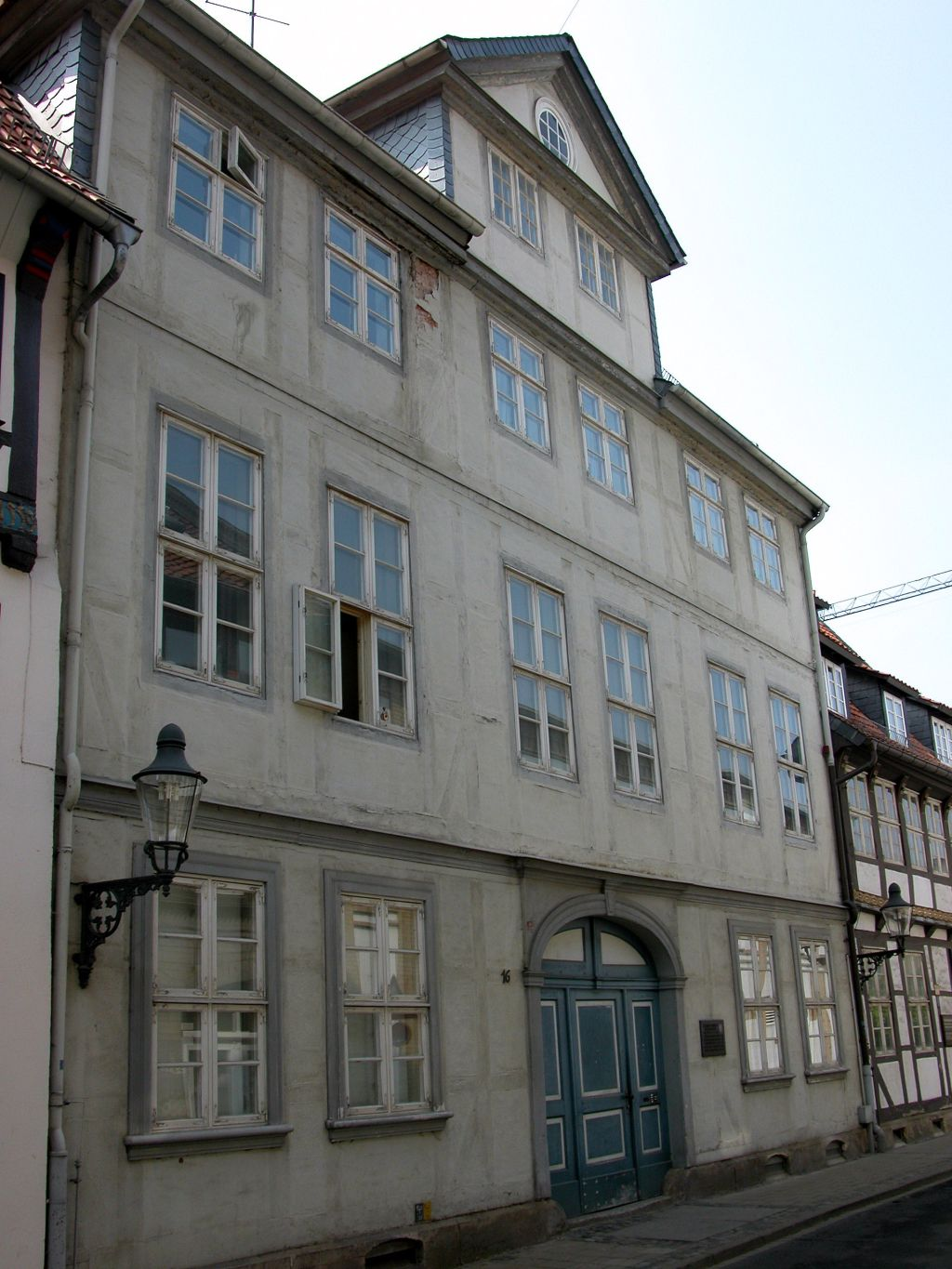
Stobwasser-Haus

Das in der Echternstraße in Braunschweig befindliche „Stobwasserhaus“, ab 1771 Sitz der Manufaktur, wurde im Zweiten Weltkrieg, im Gegensatz zu den meisten anderen Fachwerkhäusern in dieser Straße, nicht zerstört und dient heute sozialen Zwecken. Am 18. Juni 1815 gründete ein Kreis um Christian Heinrich (Eustachius) Stobwasser hier die Braunschweiger Bibelgesellschaft.

## Sammlungen
Mit mehr als 200 „Stobwasser-Artikeln“ befindet sich eine große Sammlung heute im Städtischen Museum Braunschweig. Die weltweit größte – zurzeit nicht öffentlich zugängliche – Sammlung mit rund 800 Artikeln ist die Sammlung Munte in Braunschweig.